# Ulica Zwycięzców w Warszawie

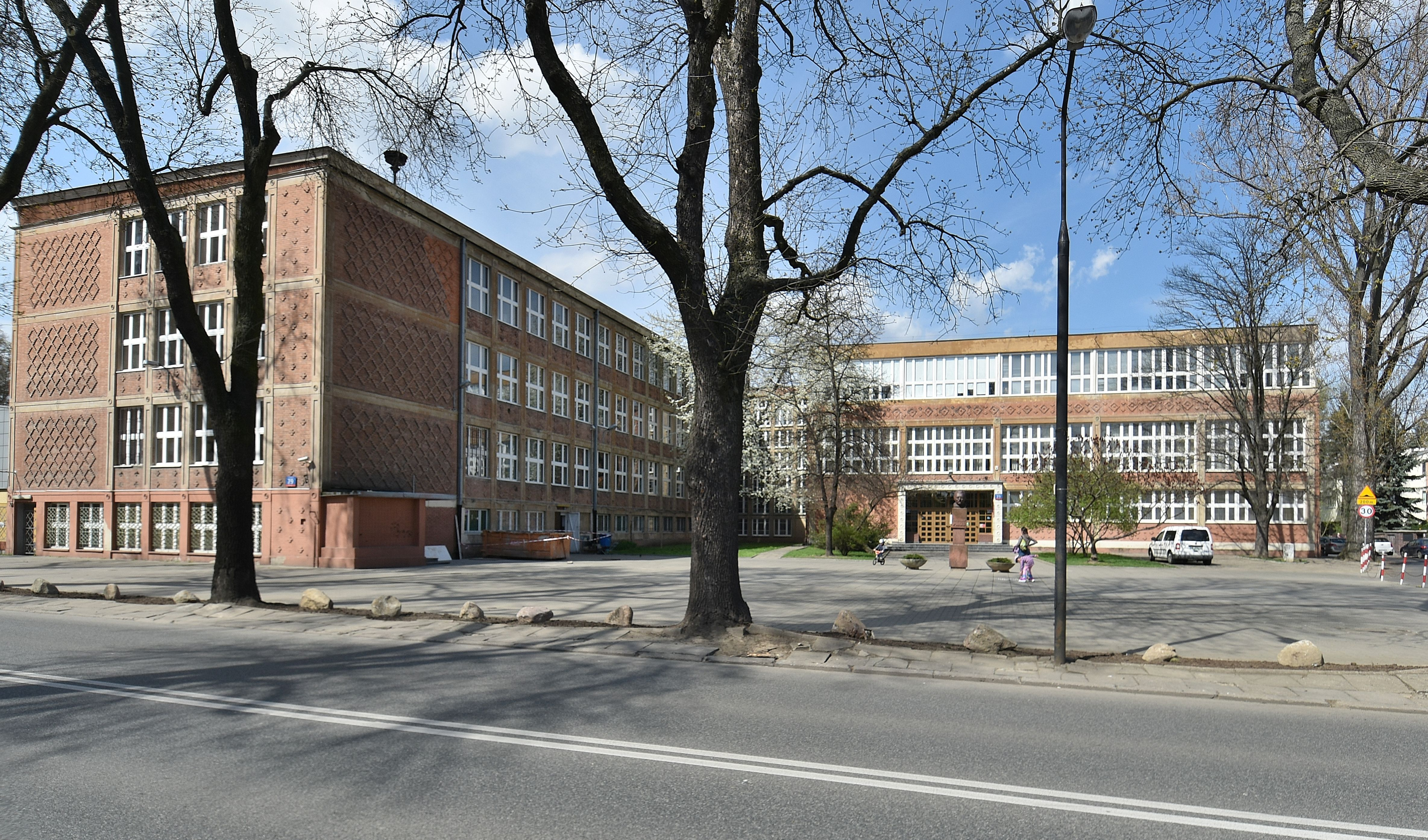
Budynek Zespołu Szkół nr 77, w skład którego wchodzi XXXV LO im. Bolesława Prusa (nr 7/9)

Ulica Zwycięzców – ulica na Saskiej Kępie w dzielnicy Praga-Południe w Warszawie, rozpoczynająca się przy Wale Miedzeszyńskim, a kończąca przy Kanale Wystawowym.
Nazwa ulicy nawiązuje do czasów I wojny światowej i walk o niepodległość Polski, podobnie jak nazwy wielu innych ulic Saskiej Kępy, w tym równoległych do ulicy Zwycięzców, ulic Obrońców i Walecznych. Zabudowę tworzą głównie domy mieszkalne, a także punkty usługowe, placówki dyplomatyczne i szkoły.

## Przebieg i ruch uliczny
Ulica Zwycięzców ma początek przy Wale Miedzeszyńskim, a kończy się na wysokości ulicy Międzynarodowej. Po drodze stykają się z nią następujące ulice: Katowicka, Kryniczna, Zakopiańska, Poselska, Francuska, plac Przymierza, Królowej Aldony, Wandy, Jana Styki, Alfreda Nobla, Saska, Niekłańska i Międzynarodowa.
Ulica Zwycięzców na całej swej długości jest dwukierunkowa i jednojezdniowa. Nie ma na niej dróg rowerowych. Przebiegają przez nią trasy autobusów komunikacji miejskiej.

## Historia
Ulica Zwycięzców początkowo nazywała się ulicą Augusta III. Wzmiankowano ją w projekcie Wydziału Technicznego magistratu miasta z 1925, gdzie planowano utworzenie terenu handlowego u zbiegu ulic Zwycięzców i Saskiej. Nawierzchnia i chodniki ułożone zostały w 1938. W czasie obrony Warszawy we wrześniu 1939 na ul. Zwycięzców u zbiegu z ul. Francuską znajdowała się barykada. Po zakończeniu okupacji niemieckiej Biuro Odbudowy Stolicy zdecydowało się na utrzymanie dotychczasowego charakteru ulicy w zakresie jej roli komunikacyjnej.
Obecna zabudowa pochodzi jeszcze częściowo z okresu międzywojennego, jak np. domy z roku 1928 powstałe w ramach kolonii Saskiej. Budownictwo z okresu PRL-u, to między innymi domy wybudowane w ramach osiedli Saska Kępa I i Saska Kępa II. Przykładem architektury końca XX wieku jest powstały w 2000 u zbiegu ulic Zwycięzców i Międzynarodowej apartamentowiec zaprojektowany przez Jacka Zielonkę.

## Obiekty
- Gmach przy ul. Zwycięzców 7/9 – Zespół Szkół nr 77, w skład którego wchodzi XXXV Liceum Ogólnokształcące z Oddziałami Dwujęzycznymi im. Bolesława Prusa kiedyś również Gimnazjum z Oddziałami Dwujęzycznymi nr 19 im. Bolesława Prusa[9]. Projekt budynku powstał jeszcze przed wprowadzeniem w Polsce socrealizmu (1949). Jest dziełem Barbary i Hieronima Karpowiczów. Elewację pokrywa charakterystyczna ceglana dekoracja (1953-1954)[10]. Na ścianie od strony Katowickiej znajduje się płaskorzeźba przedstawiająca Warszawską Syrenkę, wykonana przez Wojciecha Czerwosza[11]. Przed gmachem od strony ul. Zwycięzców stoi popiersie patrona szkoły autorstwa Stanisława Sikory, odsłonięte 19 maja 1983[12].
- Budynek przy ul. Zwycięzców 10 – willa rodziny Genzlów z 1938, zaprojektowana przez Kazimierza Rafalskiego[13].
- Budynek przy ul. Zwycięzców 11 – na jego ścianie od strony ul. Katowickiej znajduje się płaskorzeźba Plon autorstwa Jerzego Jarnuszkiewicza. Jest to jeden z ostatnich zachowanych elementów wykonanej w drugiej połowie lat 40. XX wieku dekoracji ul. Katowickiej[14]. W 2011 płaskorzeźba wpisana została do rejestru zabytków[15], a następnie odnowiona[16].
- Budynek przy ul. Zwycięzców 12 – Ambasada Republiki Azerbejdżanu[17].
- Budynek przy ul. Zwycięzców 15 – dawny Kącik Retro wyróżniający się wystrojem wnętrza, przejściowo biuro AWS[18], obecnie galeria sztuki i komis połączone z restauracją[19].
- Budynek przy ul. Zwycięzców 19 – dom wielorodzinny z 1935, zaprojektowany przez Stanisława Barylskiego[13].
- Budynek na rogu ul. Zwycięzców i Zakopiańskiej – dom, w którym mieszkali m.in. Bronisław Tomecki i Władysław Terlecki.
- Dom przy ul. Francuskiej 2 (róg Zwycięzców) – willa Łepkowskich z 1933-1934 zaprojektowana przez Lucjana Korngolda i Piotra Marię Lubińskiego. Jej najbardziej charakterystyczne elementy znajdują się po stronie ogrodu – jest to rozległy taras, na który można wejść po krętych schodach[20]. Budynek od początku spotykał się z przychylnymi recenzjami i wskazywany był jako realizacja w duchu idei Le Corbusiera[21]. Obecnie w budynku mieści się siedziba firmy Bose International Planning and Architecture[22].
- Budynek przy ul. Zwycięzców 29 – Ambasada Republiki Kolumbii[17].
- Budynek przy ul. Zwycięzców 30 – dom wielorodzinny z 1937, zaprojektowany przez Leonarda Kario[13].
- Budynek przy ul. Zwycięzców 31 – dom wielorodzinny z 1935, zaprojektowany przez Romana Felińskiego[13]. W domu tym mieszkała Wanda Grodecka, sanitariuszka w powstaniu warszawskim. W 1944 jej mieszkanie służyło jako kryjówka dla trzech powstańców przyprowadzonych przez Juliana Ambroziewicza[23].
- Budynek przy ul. Zwycięzców 34 – siedziba Departamentu Zawodów Prawniczych i Dostępu do Pomocy Prawnej Ministerstwa Sprawiedliwości[24].
- Budynek przy ul. Zwycięzców 39 – dom, w którym w latach 1946-1968[25] mieszkał Witold Lutosławski[26] (lokal nr 10).
- Gmach przy ul. Zwycięzców 44 – Zespół Szkół nr 84, w skład którego wchodzi Szkoła Podstawowa nr 168 im. Wiktora Gomulickiego oraz Gimnazjum z Oddziałami Dwujęzycznymi nr 25 im. Czesława Niemena[27].
- Budynek przy ul. Zwycięzców 46 – Urząd Pocztowy nr 111[28].
- Rzeźba plenerowa Majestat Wszechżycia Ryszarda Wojciechowskiego w pobliżu ulicy Międzynarodowej.

## Galeria

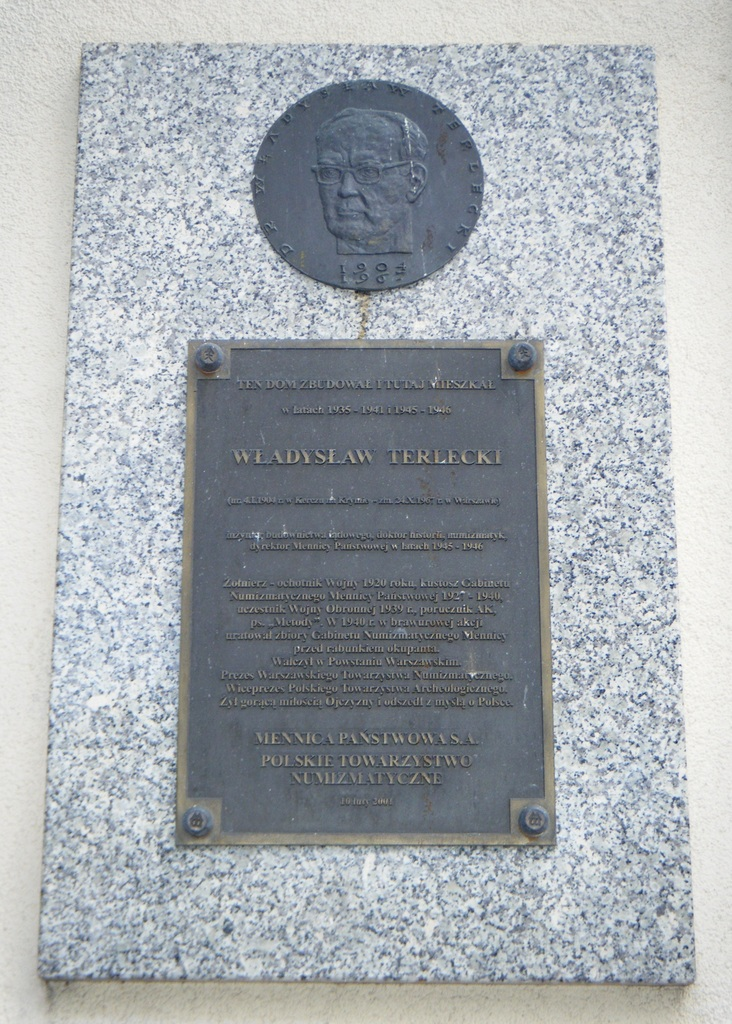
Zwycięzców 20: Tablica pamiątkowa
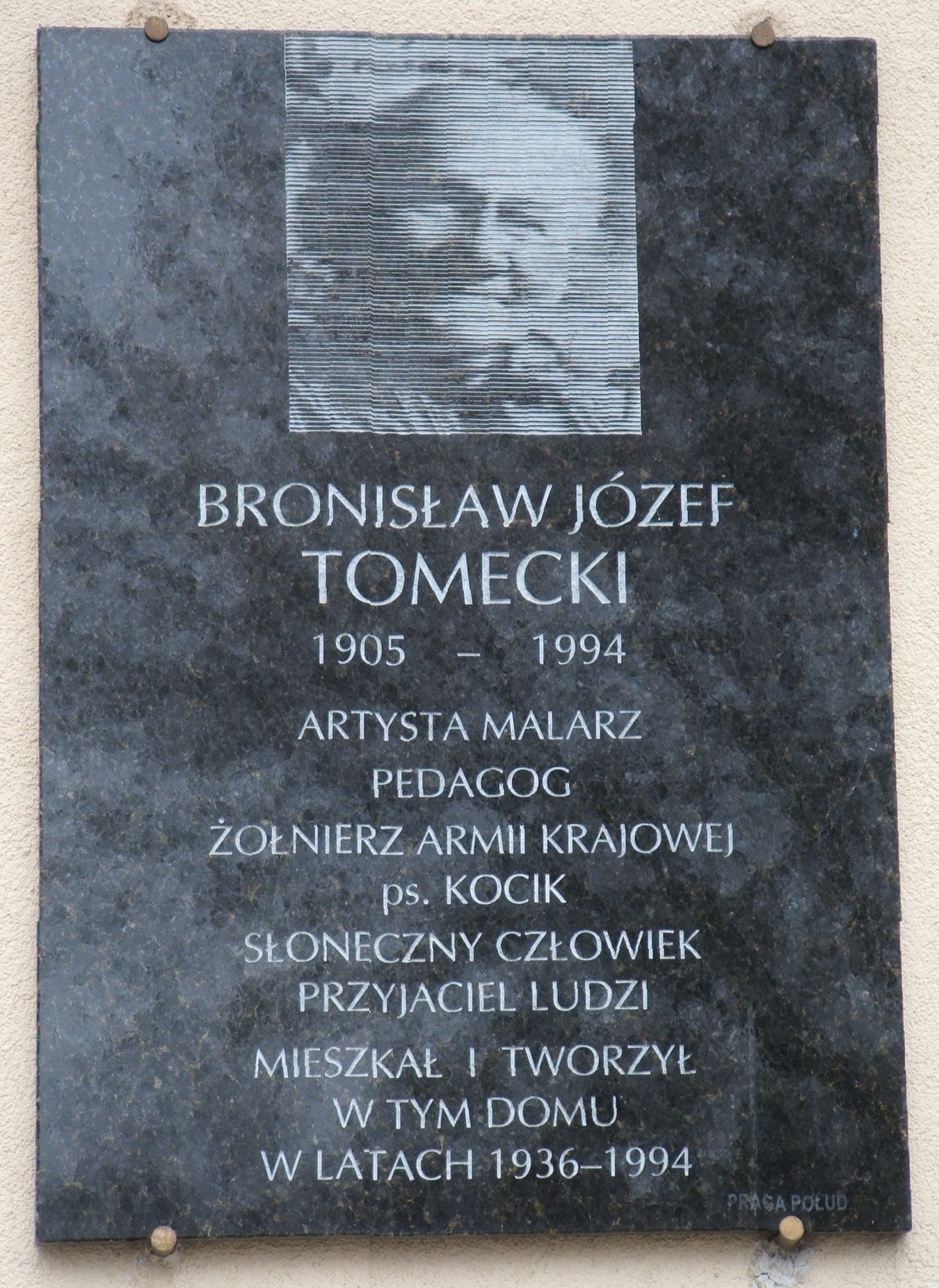
Zwycięzców 20: Tablica pamiątkowa
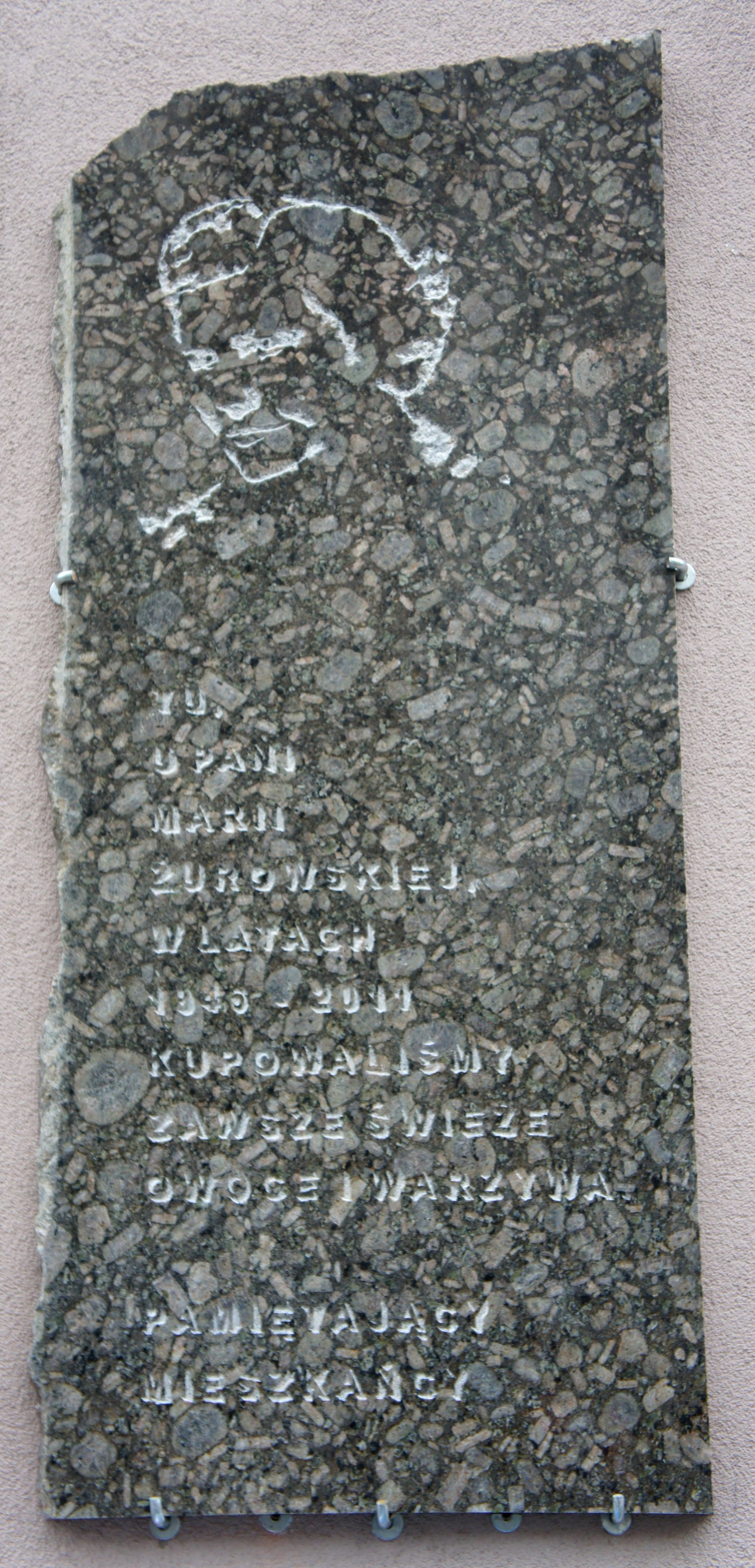
Zwycięzców 22: Tablica pamiątkowa
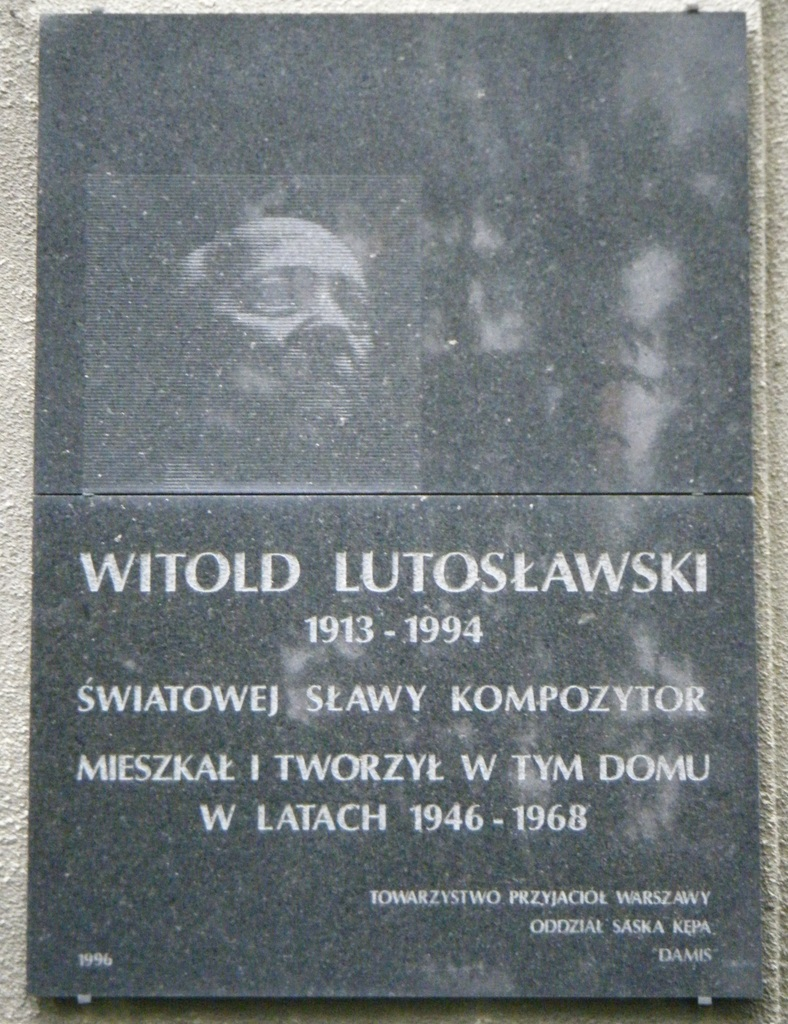
Zwycięzców 39: Tablica pamiątkowa
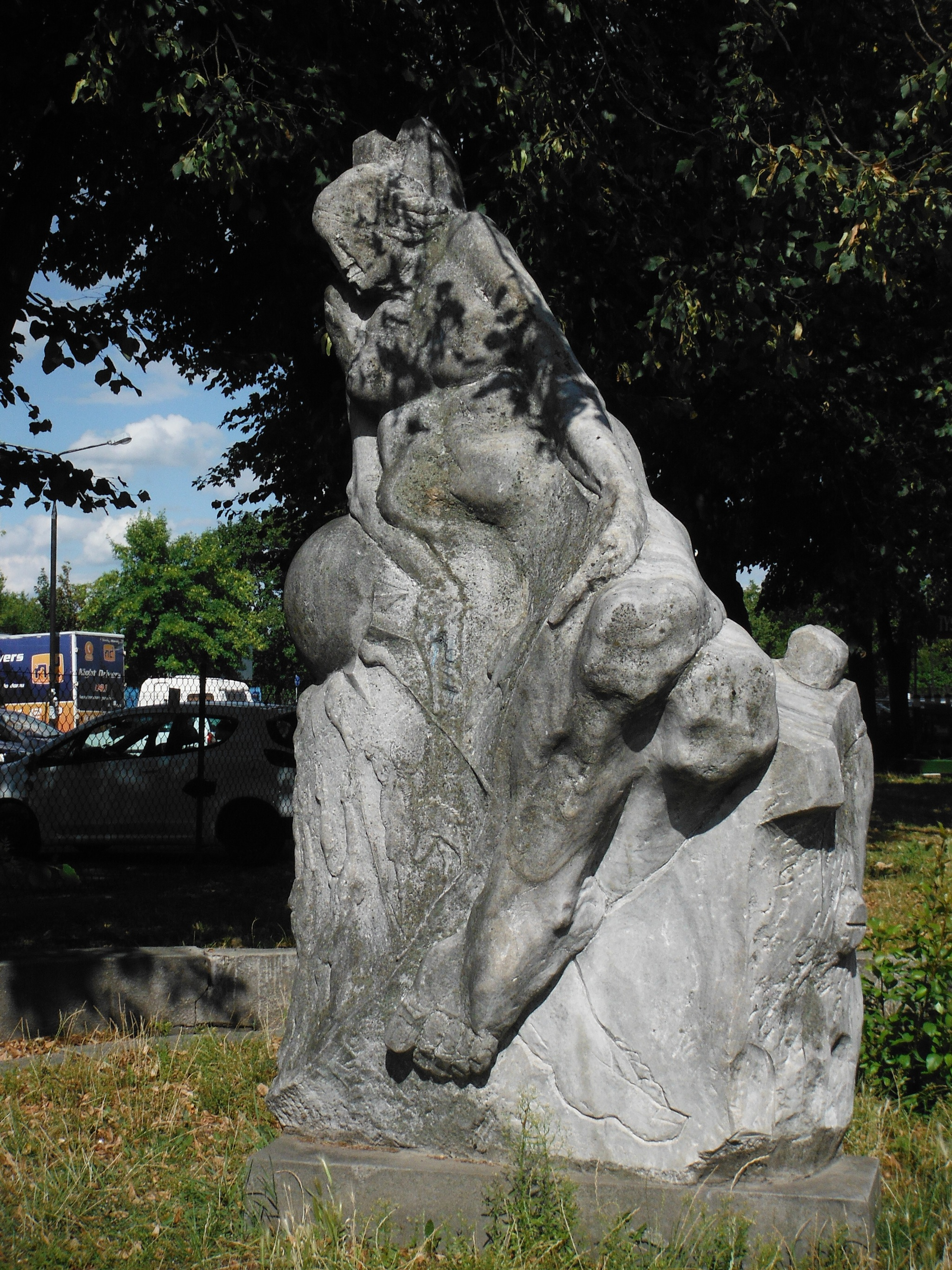
Majestat Wszechżycia Ryszarda Wojciechowskiego